# Staat Aleppo
De Staat Aleppo (Frans:  État d'Alep, Arabisch:  دولة حلب / Daoulet Halab) bestond van 1920 tot 1924 en was een van de staten die opgericht waren in het Frans Mandaat Syrië. De Staat Aleppo besloeg het het noordelijke deel van het huidige Syrië en vanaf 1923 ook de Sandjak Alexandretta dat tegenwoordig de Turkse provincie Hatay vormt. De hoofdstad was de gelijknamige stad Aleppo. In 1922 ging de Staat Aleppo deel uitmaken van de Syrische Federatie.